# Costa Serena (Corse)
Pour les articles homonymes, voir Costa Serena.
La Costa Serena est une microrégion de la plaine orientale de la Corse, dans le département de la Haute-Corse.

## Géographie

### Situation
La Costa Serena occupe la partie centrale de la plaine orientale de l'île dite encore « plaine d'Aléria », à mi-chemin entre Bastia et Porto-Vecchio, à une distance équivalente de Corte au centre de la Corse.
Elle est confinée entre :
- deux massifs montagneux à l'ouest (massif du San Petrone schisteux au nord-ouest et massif du Renoso granitique au sud-ouest) qui dominent la plaine orientale de l'île et qui sont séparés par la basse vallée du Tavignano ;
- la mer Tyrrhénienne à l'est ;
- la Costa Verde au nord ;
- la Côte des Nacres au sud.

### Constitution
La Costa Serena est constituée avec les communes des anciennes pièves d'Aléria (1), Castello (2), Coasina (3), Cursa (4), Rogna (5), Serra (6) et Verde (7) :
- Aghione (1)
- Aléria (1)
- Ampriani (6)
- Antisanti (5)
- Campi (7)
- Canale-di-Verde (7)
- Casevecchie (1)
- Chiatra (7)
- Chisa (3)
- Ghisonaccia (1)
- Ghisoni (2)
- Isolaccio-di-Fiumorbo (4)
- Linguizzetta (7)
- Lugo-di-Nazza (2)
- Matra (6)
- Moïta (6)
- Pianello (6)
- Pietra-di-Verde (7)
- Poggio-di-Nazza (2)
- Prunelli-di-Fiumorbo (4)
- San-Gavino-di-Fiumorbo (4)
- Serra-di-Fiumorbo (3)
- Solaro (3)
- Tallone (6)
- Tox (7)
- Ventiseri (3)
- Zalana (6)
- Zuani (6)

soit un total de 28 communes.

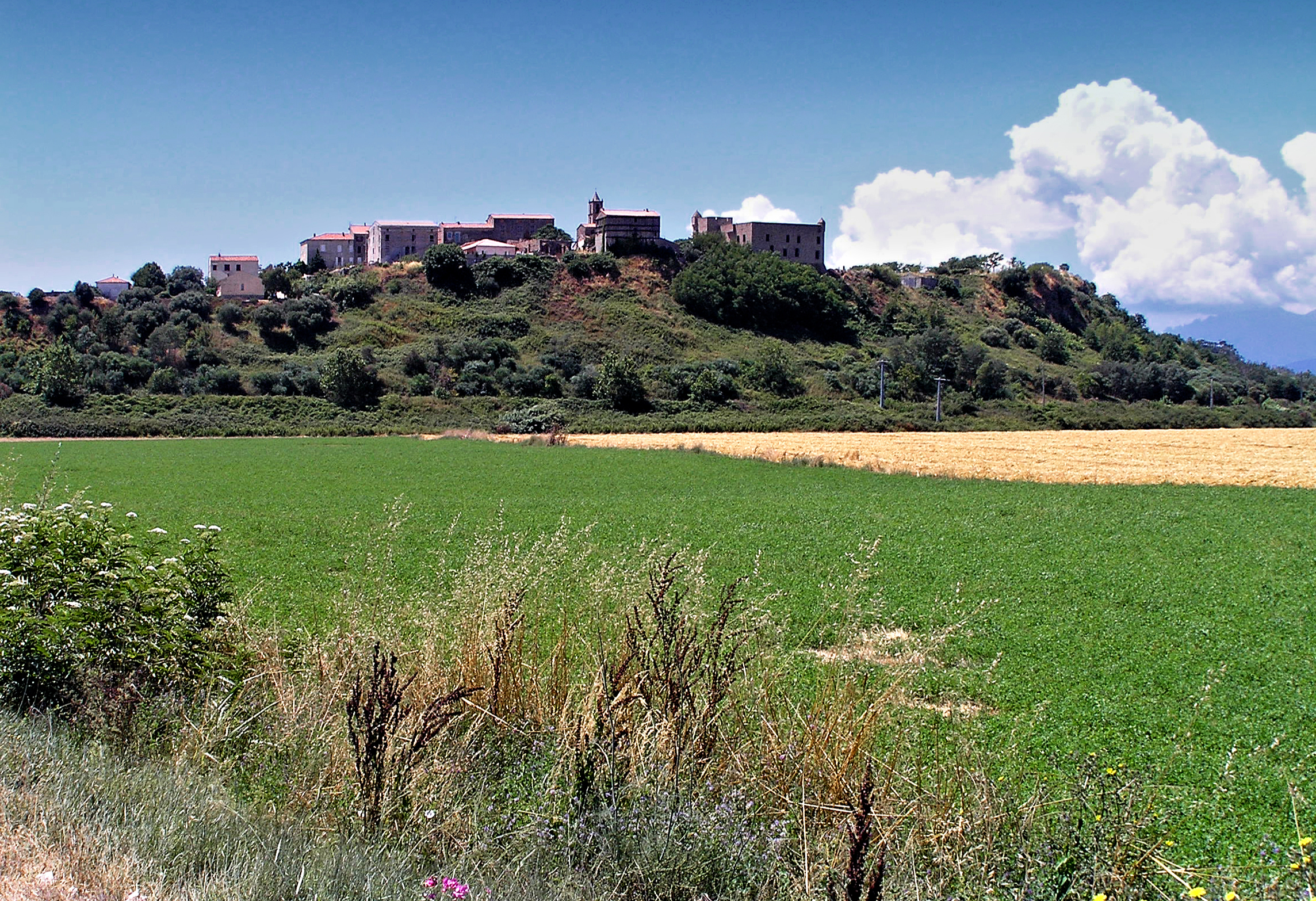
Aléria
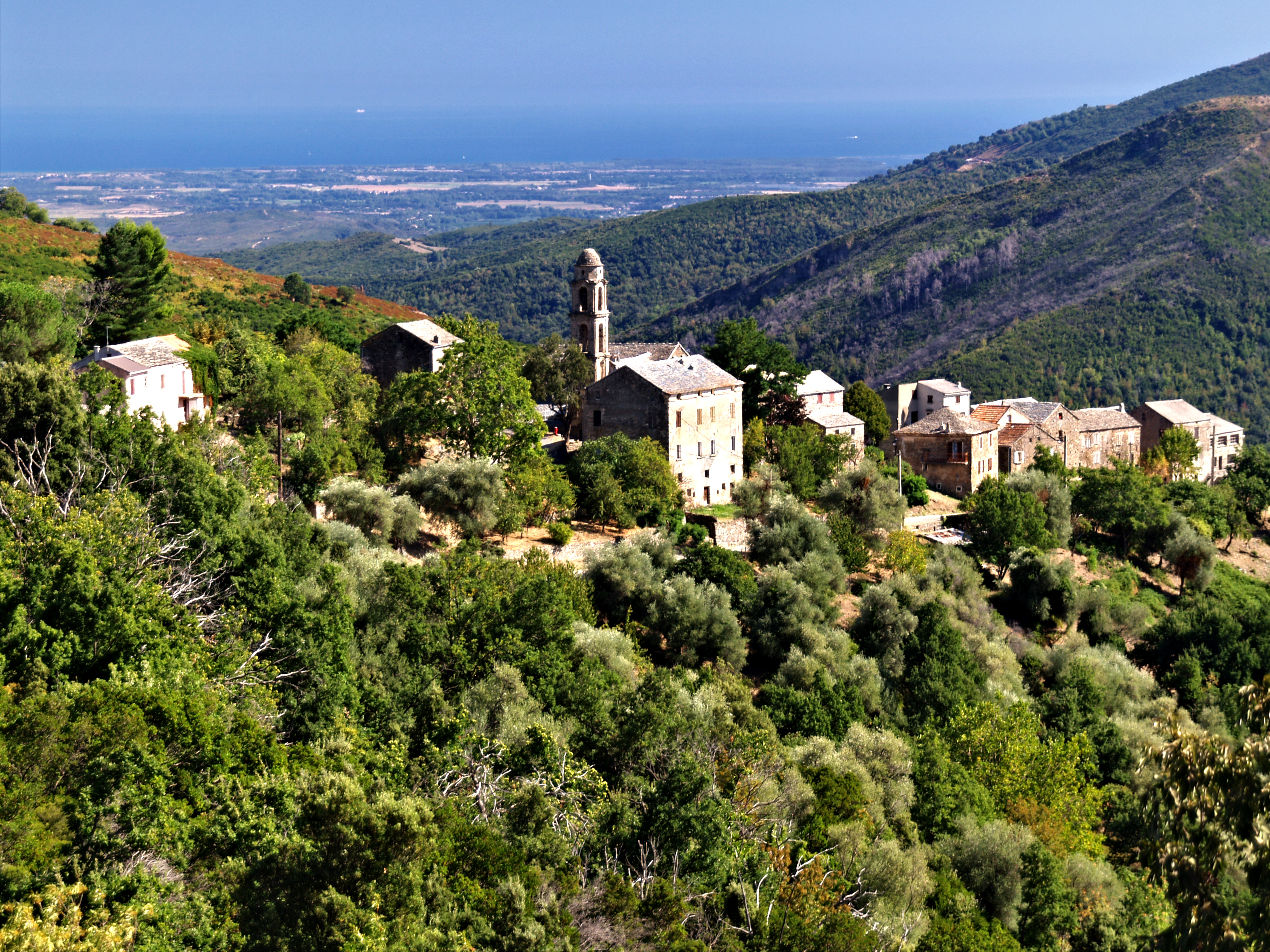
Ampriani
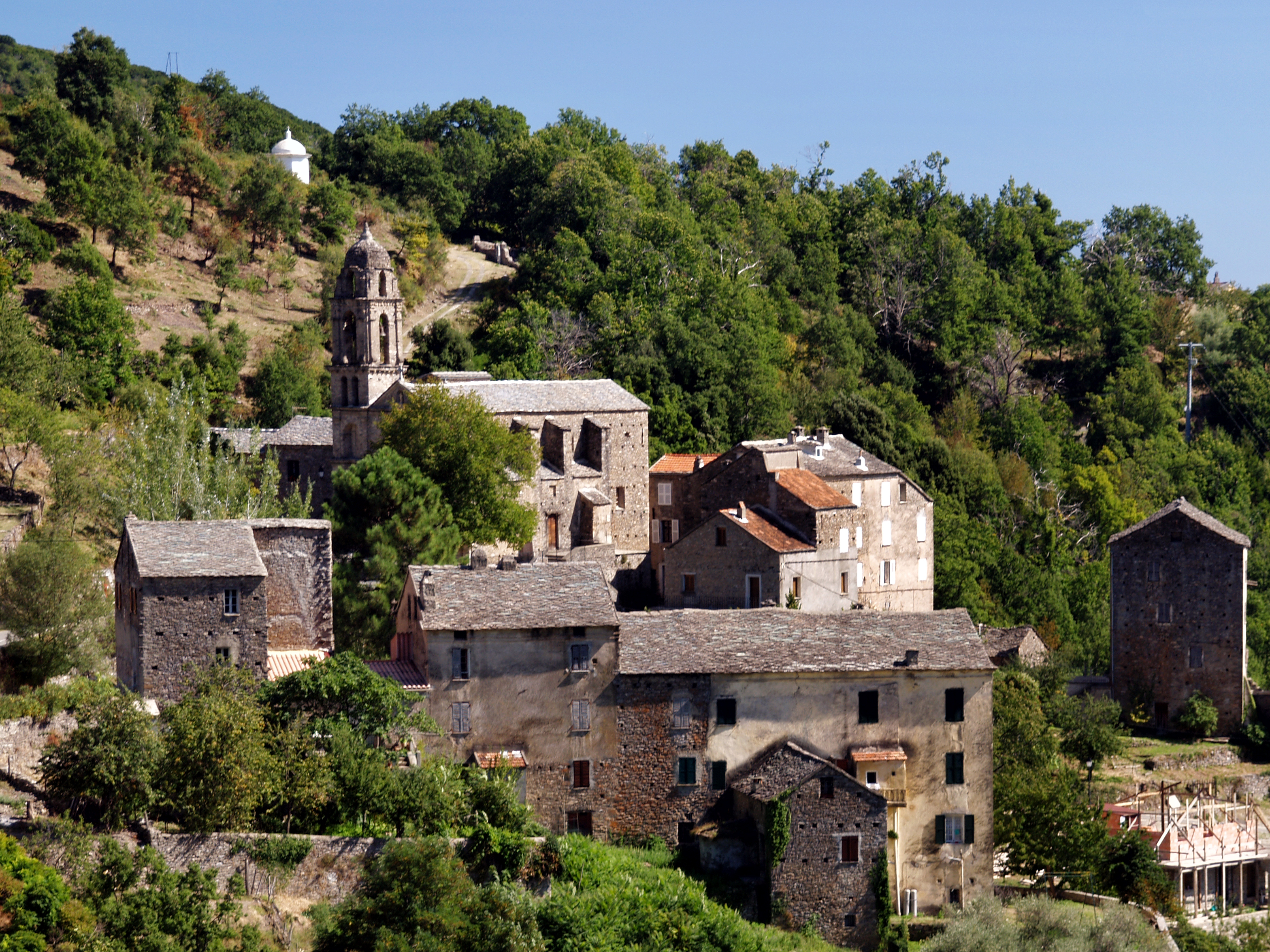
Zuani

À cette liste, l'office du Tourisme de Ghisonaccia ajoute quatre communes :
- Giuncaggio (5)
- Pancheraccia (5)
- Piedicorte-di-Gaggio (5)
- Pietraserena (5)
- Pietroso (2)
- Vezzani (2)

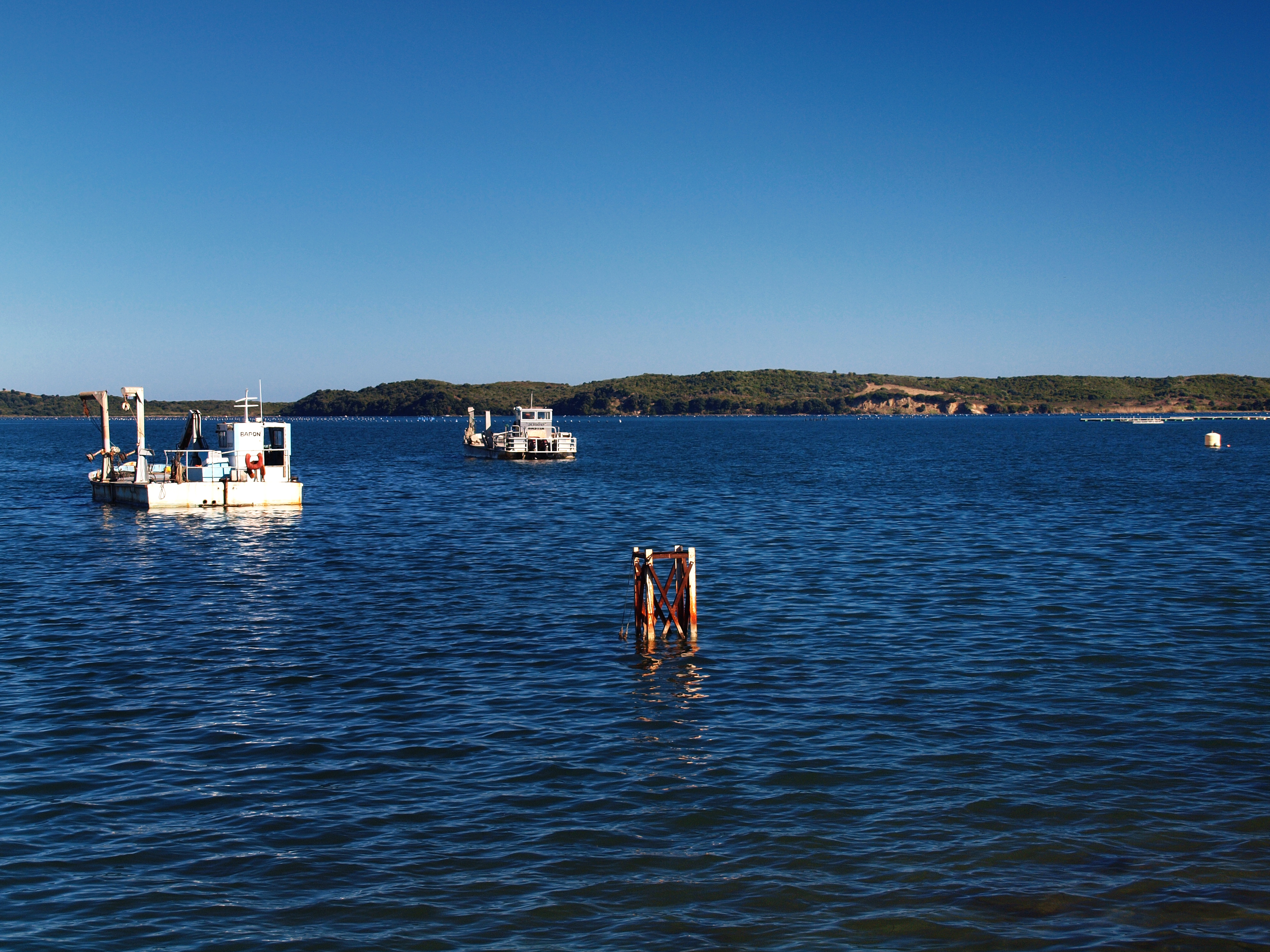
Étang de Diana

C'est en grande partie une plaine alluviale formée par le remaniement marin des alluvions du Tavignano, l'autre grand fleuve de Corse avec le Golo. Toute la côte n'est qu'une suite de plages de sable fin.
Elle se caractérise par ses étangs et zones humides dont les trois plus grands sont les étangs de Diana, d'Urbino et de Palu, séparés de la mer Tyrrhénienne par de longs cordons lagunaires.
Le territoire est parcouru par de nombreux cours d'eau, dont les plus importants sont le fleuve Tavignano, avec la Bravona au nord et le Fium'Orbu au sud.
La partie plaine est un morcellement de terrains agricoles où se pratiquent l'arboriculture : agrumes (clémentines principalement), prunes, oliviers et kiwi, et la viticulture. L'agropastoralisme est toujours présent (ovins et bovins). 
Certains secteurs du littoral sont devenus des zones urbanisées et touristiques. Plusieurs camps de naturistes existent depuis les années 1970 (Corsicana, Tropica, Baghera et Riva Bella). Deux grands secteurs sont terrains militaires : le champ de tir de Diana, au nord d'Aléria, et la Base aérienne 126 Solenzara à Travo (Ventiseri).
Les contreforts montagneux sont couverts d'une dense végétation, un épais et haut maquis composé majoritairement de bruyères et d'arbousiers, au milieu desquels poussent des chênes verts, des chênes-lièges et des oliviers sauvages. C'est sur les hauteurs qu'autrefois la population avait construit les villages, de façon à voir venir l'envahisseur barbaresque. De nos jours nombreux sont les hameaux créés en plaine et sur le littoral.

## Histoire
La Costa Serena était occupée depuis l'antiquité. La cité d'Alalia fut la capitale de la Corse antique, grecque, étrusque, carthaginoise et romaine. Elle avait été fondée en 565 av. J.-C.
Les fouilles entreprises ont permis de mettre au jour d'importants vestiges et de découvrir de nombreuses pièces aujourd'hui exposées au Musée départemental d'archéologie Jérôme Carcopino à Aléria.
Durant les siècles qui suivirent, l'histoire des villages s'est fortement enrichie, notamment avec la grande révolte des Corses contre l'occupant génois, puis sous Pascal Paoli.